# Droga wojewódzka nr 271
Droga wojewódzka nr 271 (DW271) – droga wojewódzka o długości 1 km, łącząca DK90 w m. Opalenie z dawną stacją kolejową Opalenie Tczewskie.